# غزیه
غزیه (عربی: غزية) فیلمی در ژانر درام به کارگردانی نبیل عیوش است که در سال ۲۰۱۷ منتشر شد.